# カドミウムグリーン
カドミウムグリーンは、緑色の絵具若しくは顔料のひとつ。単独の顔料ではない。緑色顔料は赤色顔料や黄色顔料ほど種類が豊富ではないので、混合された顔料の名称が広まる場合がある。これはクロムグリーンも同様である。カドミウム緑とも呼ばれる。絵具などを作った場合、その絵具はカドミウムグリーンと呼ばれる。顔料と絵具を区別する必要がある場合、絵具がカタカナ表記で顔料が漢字表記というのが原則であり、この場合絵具をカドミウムグリーン、顔料をカドミウム緑と区別する。
かつてはカドミウム黄と紺青やウルトラマリン青の混合物がカドミウムグリーンとして使われた。今日のカドミウムグリーンはカドミウム黄とフタロシアニン緑の混合物若しくはカドミウム黄とビリジアンの混合物である。前者はより高彩度だが、後者の方が堅牢性は高い。このとき使用されるカドミウム黄は通常、Colour Index Generic Name、Pigment Yellow 35である。